# Mia Brunell Livfors
Maria (Mia) Christina Brunell Livfors, född 30 november 1965 i Norrbärke församling, Kopparbergs län, är en svensk företagsledare.
Mia Brunell Livfors, som har studerat på ekonomlinjen på Stockholms universitet, började arbeta inom Modern Times Group (MTG) och Kinnevik 1992, bland annat som finanschef i MTG 2001–2006 och verkställande direktör för Kinnevik 2006–2014. Hon arbetade sedan som VD för Axel Johnson AB mellan 2015 och 2023. Hon är ordförande i Axfood AB och Dustin AB samt ledamot i styrelserna i Axel Johnson AB och Efva Attling Stockholm AB. Hon har tidigare varit styrelseledamot i bland annat Axel Johnson International, Martin & Servera, Kicks Group AB, Åhlens AB, Novax AB, AxSol AB, Stena AB, Mekonomen AB, H&M AB, Zalando, Tele2, MTG, Millicom, Metro International, Invik & Co, Billerud Korsnäs med flera. 
Hon utsågs till Årets Ruter Dam 2006 och 2015. Åren 2007 och 2016 listade Veckans Affärer henne som Sveriges mäktigaste kvinna inom näringslivet.